# Blaise Hofmann
Blaise Hofmann (* 2. April 1978 in Villars-sous-Yens) ist ein französischsprachiger Schweizer Schriftsteller.

## Leben
Blaise Hofmann studierte an der Universität Lausanne, unterbrochen durch eine zweijährige Weltreise. Er arbeitet als Lehrer, Winzer und gibt Schreibkurse am Schweizerischen Literaturinstitut.
Bekannt wurde er vor allem als Verfasser von Reisereportagen und Kolumnen. Mit Stéphane Blok verfasste er das Libretto zum Fête des Vignerons von 2019, daneben schrieb er ein Buch (La Fête) und ein Kinderbuch (Jour de fête) über das Winzerfest. 2020 erschien bisher sein einziges Werk in deutscher Übersetzung, eine Biografie der französischen Schauspielerin Capucine.

## Auszeichnungen
- 2006: Prix Georges-Nicole für Billet aller simple
- 2008: Prix Nicolas-Bouvier für Estive
- 2009: Werkbeitrag der Fondation Leenaards

## Werke

### Prosa
- Billet aller simple, 2006
- Estive, 2007
- Notre mer, 2009
- L’Assoiffée, 2009
- Marquises, 2014
- Capucine, 2015
  - Capucine. Unsere vergessene Hollywood-Ikone. Deutsch von Barbara Traber. Zytglogge, Basel 2020, ISBN 978-3-7296-5032-9
- Monde animal, 2016
- Les Mystères de l’eau, 2018
- La Fête, 2019
- Jour de fête, 2019
- Deux petites maîtresses zen, 2021

### Theaterstücke
- 2010: Deux décis d’Odyssée
- 2010: Notre Mer
- 2010: Explorateurs
- 2012: Permettez-moi de vous offrir ma colère
- 2013: La Beauté sur la terre
- 2013: Les Musiciens de Berne
- 2014: Génération en kit
- 2019: Fête des Vignerons 2019. Les poèmes (mit Stéphane Blok)